# Andrzej Brzeski (ekonomista)
Andrzej Brzeski (ur. 16 sierpnia 1925 w Warszawie, zm. 11 sierpnia 2019 w Davis) – polski ekonomista.

## Życiorys
W czasie II wojny światowej był żołnierzem Armii Krajowej, w 1944 aresztowany przez władze sowieckie, wywieziony w głąb ZSRR, do Polski powrócił w 1946. Następnie studiował na Katolickim Uniwersytecie Lubelskim (1946), Uniwersytecie Łódzkim (1947-1949) i w Szkole Głównej Planowania i Statystyki (1950–1951), gdzie w 1951 obronił pracę magisterską. W latach 1954–1957 był pracownikiem Komisji Planowania przy Radzie Ministrów, w latach 1956–1958 członkiem redakcji „Życia Gospodarczego”. Od 1956 był członkiem Klubu Krzywego Koła. W 1958 wyjechał do USA, pracował na Uniwersytecie w Berkeley i w 1964 obronił tam pracę doktorską. Od 1964 zatrudniony w University of California w Davis, od 1971 jako profesor tamże.
Przeszedł na emeryturę w 1991.
W swoich pracach zajmował się m.in. planowaniem w krajach Europy Wschodniej.
Był członkiem Stowarzyszenia Mont Pelerin, Royal Economic Society, American Association for Advancement of Slavic Studies, Polskiego Instytutu Naukowego oraz Instytutu Józefa Piłsudskiego w Ameryce.